# Delicious!
『Delicious!』（デリシャス）は、2009年4月1日から2010年9月30日までエフエム香川（FM香川）で月曜から木曜の11:30 - 12:55に放送されていたラジオ番組である。
「香川のお昼を Delicious に彩る」ことをコンセプトにした番組で、タイムリーな話題とランチタイム向けの選曲・リクエスト曲で構成。前番組『Powerful Radio パワラジ!』が実施していた「happy happy birthday!」のコーナーは、本番組でも引き続き行われていた。
月曜・火曜のパーソナリティは、番組スタート時から一貫して安西里花が務めていた。水曜・木曜のパーソナリティは、当初はRococoのモリアイコが務めていたが、2009年10月に織田亜紀子と交代した。

## 出演者
| 期間      | 期間      | 月曜・火曜 | 水曜・木曜 |
| --------- | --------- | ---------- | ---------- |
| 2009.4.1  | 2009.9.30 | 安西里花   | モリアイコ |
| 2009.10.1 | 2010.9.30 | 安西里花   | 織田亜紀子 |